# 海峡殖民地
海峽殖民地（英語：Straits Settlements），是大英帝国於1826年至1946年對於馬六甲海峽週邊及鄰近地區各殖民地的管理建制。最初由新加坡（石叻埠）、檳城（槟榔屿）和馬六甲（吗六呷）三個重要英屬港口組成，因此被当时當地華人稱為三州府或者叻嶼呷，1874年天定加入，1886年聖誕島和科科斯群島加入，之後婆羅洲海岸附近的納閩島也在1907年1月1日加入海峽殖民地，並於1912年成為其中的獨立殖民地。科科斯群島於1955年移交澳大利亞，1958年聖誕島轉交，其行政區於1996年合併，形成了澳屬印度洋領地。海峽殖民地絕大部分現今屬於馬來西亞。

## 殖民地

### 天定
1874年的邦咯條約簽訂，霹靂州將天定割讓給英國政府。其以現今曼绒区天定河命名，由邦咯岛和半島地區的红土坎鎮組成。那些聲稱其優良的天然港口將被證明有價值的人注定要失望，而且該地區人煙稀少，在政治和經濟上完全不重要。:9811935年2月歸還霹靂州政府管理。

### 马六甲
1824年英荷條約將荷蘭殖民地马六甲割讓給英國，換取英國對明古連的佔有和蘇門答臘的權利。馬六甲的重要性在於在，其構建了英國在當地的專屬勢力範圍。之後其作為重要貿易站的地位被檳城和後來的新加坡取代。

### 檳城和威省
英國在馬來亞的第一個殖民地是1786年的檳城，包括檳島，當時被稱為「威爾士王子島」，後來擴展到包括半島的一個地區。該地區後來被稱為韋爾斯利省。第一次為其撥款是在1800年，隨後又是在1831年。1859年對韋爾斯利省的邊界進行一些調整，並於1874年簽訂了邦咯條約。
位於檳島對面半島的韋爾斯利省於1800年被吉打蘇丹割讓給英國。1867年，英國透過與暹羅簽訂的條約，修改了吉打州的邊界。該地區由一名地區官員和一些助手管理，直接對檳城參政司負責。韋爾斯利省的大部分地區是一片肥沃的平原，人口稠密，馬來人居住，部分地區被甘蔗種植者和其他從事類似農業產業並僱用華人和泰米爾勞動力的人佔據。大約十分之一的面積被低矮的山丘和茂密的叢林覆蓋。馬來居民種植大量稻米，十月至二月期間，稻田裡常發生鷸射擊事件。一條鐵路從檳城對面的北海出發，進入霹靂州，然後經雪蘭莪和森美蘭到達馬六甲，並在柔佛蘇丹統治下經麻坡延伸，穿過最後一個州到達該島對面的新山新加坡的。:981

### 新加坡
1819年，新加坡建立者史丹福·莱佛士成功地將東印度公司捲入柔佛王位鬥爭後，新加坡成為英國重要的貿易站。此後英國人控制了整個新加坡島，新加坡島發展成為繁榮的港口。1824年，荷蘭在1824年英荷條約中承認了英國對該島的所有權利。從1832年起，新加坡成為海峽殖民地政府所在地長達114年，直到1946年解散。

## 歷史

### 英屬東印度公司時期
1786年，英国东印度公司与吉打苏丹阿都拉（Sultan Abdullah,1778-1797在位）签下《英吉条约》。条约中写明英国东印度公司在吉打受到敌國暹羅的攻击时需帮忙，还有不能袒护吉打的敌人。并每年给与吉打苏丹30000西班牙元，以换取槟岛拥有权。
1824年，荷蘭為了獲得整個蘇門答臘島的統治權，與英國簽訂了《英荷條約》。在條約中，荷蘭將馬來半島上的馬六甲割與英國，以換取英國放棄蘇門答臘上的明古連地區。
1826年11月27日，英國東印度公司为了统一行政、税收、开支和方便管理，決定整合在馬來亞的三個港口屬地新加坡、檳城和馬六甲組成海峽殖民地，俗称三州府。這些定居點的人口主要是華人，還有一小部分但很重要的歐洲少數民族。由印度總督管辖，成为印度的第四个省份（Presidency，其他三省是孟加拉、馬德拉斯和孟买），首府初時設於檳城，但浩大的开支和人员，使得首府收入入不敷出，1830年被降级，成为孟加拉省的府治（Residency）。1832年，海峽殖民地首都從檳城首府喬治城遷往新加坡。

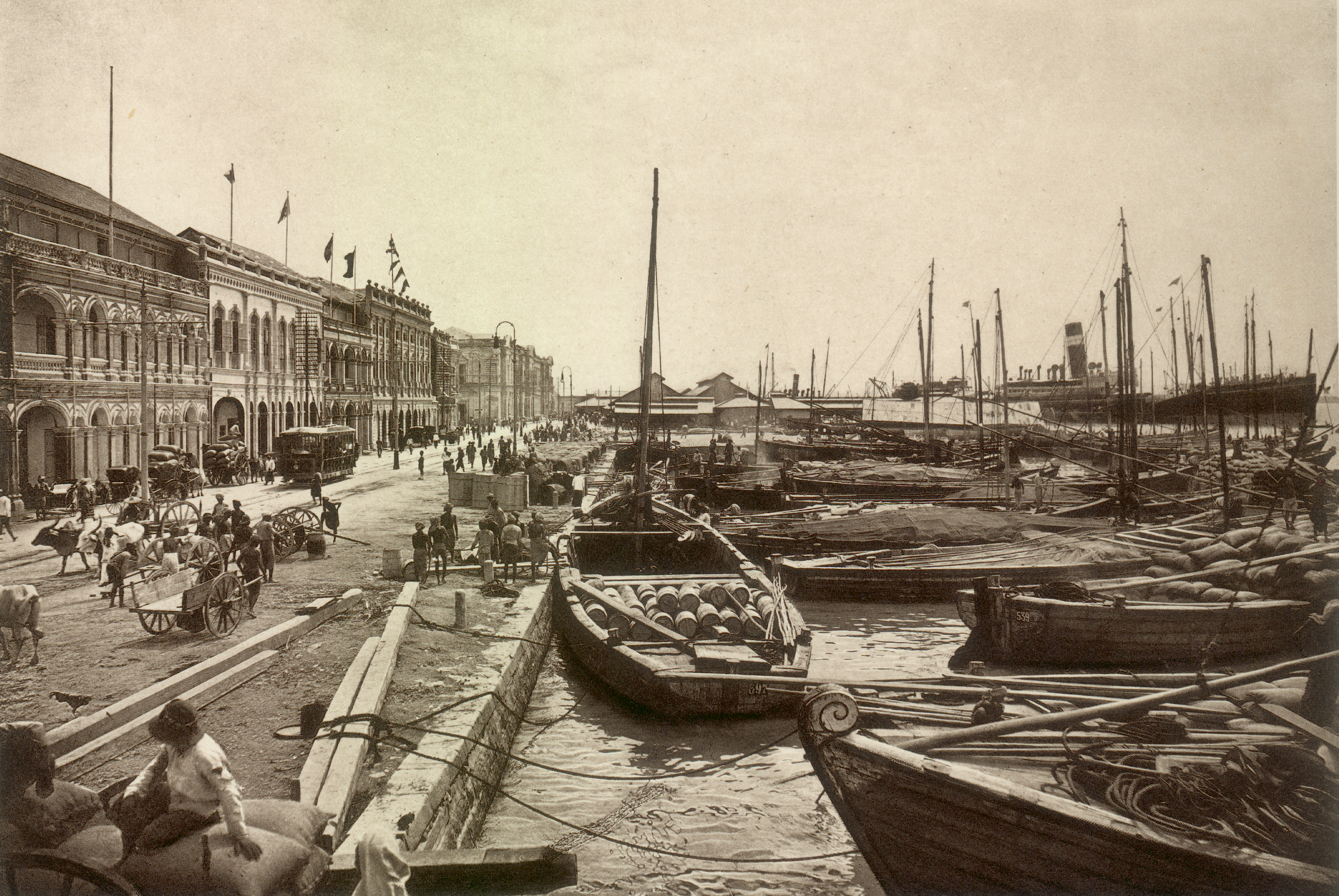
1910年代喬治城的檳城港

海峽殖民地成立初期，英國東印度公司并沒发展当地经济，使得当地税收受到一定限制。为了应付日常行政开銷，英国人实行包头税收，致餉碼制度，定期将鸦片、酒类和赌博等税收公开投標，以便政府收取固定税收。此制度由槟城率先实施，但后来收益有限逐步废除。1829年，海峽殖民地的主要饷码只剩下鸦片。由于英国殖民地采取自由贸易和鼓励移民政策，促使海峽殖民地的人口和贸易总额每年增加，但政府财政收入还是無法平衡，须由印度政府補贴，因此当地政府不但無法增加新职位，政府人员还得兼任数个职务，导致行政效率极差。
1833年，英國東印度公司失去在东方的垄断权，海峽殖民地随着丧失其重要性，也使印度政府不再关注，当地社会风气也每况愈下，影响英籍商人的经济利益，商人们纷纷埋怨和指责英國東印度公司的怠慢作风和无法有效解决海盗和私会党的治安问题。
1851年，海峽殖民地脱离孟加拉省的管辖，改由英國東印度公司在印度的总督直辖。随着商贸发展，海峡殖民地商人们对東印度公司忽略当地商人利益的政策表示不满，要求印度政府干涉马来半岛土邦的内政稳定局势，以利商业活动。1855年，印度改用不稳定的盧比作为海峡殖民地通用货币。1856年，印度改变海峡殖民地自由港的原则，强行征收码头税收，限制海峡殖民地与马来半岛的贸易，严重妨碍当地的商业贸易，引发商人们强烈反对，要求与印度分而治之，以摆脱印度诸多限制。
1852年和1853年間，新加坡和檳城發生了由囚犯發起的小規模起義。:91
1857年，海峡殖民地的商人们上诉函件到英国国会，要求脱离印度管辖，由英国直辖。同年，印度北部发生印度兵嘩變，英國東印度公司随着解散。1860年，印度和英国殖民地部同意将海峡殖民地交由殖民地部管理。1867年，海峡殖民地由英国殖民地部直接管辖，成为英国皇家殖民地。
當為防止印度起義蔓延而實施「封口法案」時，殖民地媒體做出了非常憤怒，將其視為顛覆「人身自由和言論自由的原則的法案」。由於殖民地很少或根本沒有地方語言的媒體，這樣的法案似乎無關緊要：這項法案幾乎沒有被執行，並在不到一年的時間內就終結了。:6

### 直轄殖民地時期
1867年4月1日，英国政府殖民地部正式接管海峽殖民地，並將其劃入直辖殖民地（Crown Colony）之列，總督駐守於新加坡。與此同時，印度洋上的聖誕島和科科斯群島劃歸海峽殖民地管轄。在此同時，海峽殖民地總督兼任英國駐馬來亞和汶萊這兩個英保護國的高級專員，檳城和馬六甲由常駐長官直接在總督領導下管理殖民地。:9801874年，隨著《邦咯條約》的簽訂，天定和附近島嶼被納入殖民地的範圍。1906年10月30日，北婆羅洲沙巴的納閩港也劃歸海峽殖民地。

### 海峽殖民地總督
1886年，原隸屬錫蘭的科科斯群島和聖誕島移交給新加坡海峽殖民地政府管理。1907年，位於婆羅洲的納閩直轄殖民地曾一度歸屬北婆羅洲特許公司，後來被英國政府收回並歸屬海峽殖民地總督。:980
海峽殖民地總督也曾擔任半島馬來聯邦、英屬北婆羅洲、汶萊蘇丹國和婆羅洲的砂拉越高級專員。之後英國駐紮官控制了霹靂州、雪蘭莪州、森美蘭州和彭亨州等原住民州，1896年7月1日，當這些州成立聯邦時，駐地將軍被任命為馬來亞半島上所有英國保護國的最高負責人。:980

### 日佔時期
第二次世界大戰期間，1941年12月8日日本入侵了馬來亞。同年12月16日，檳城成為第一個落入日本手中的直轄殖民地。1月15日馬六甲淪陷，新加坡於於2月15日新加坡戰役後淪陷。之後海峽殖民地以及馬來半島的其部分一直被日本佔領，直到1945年8月二戰結束。

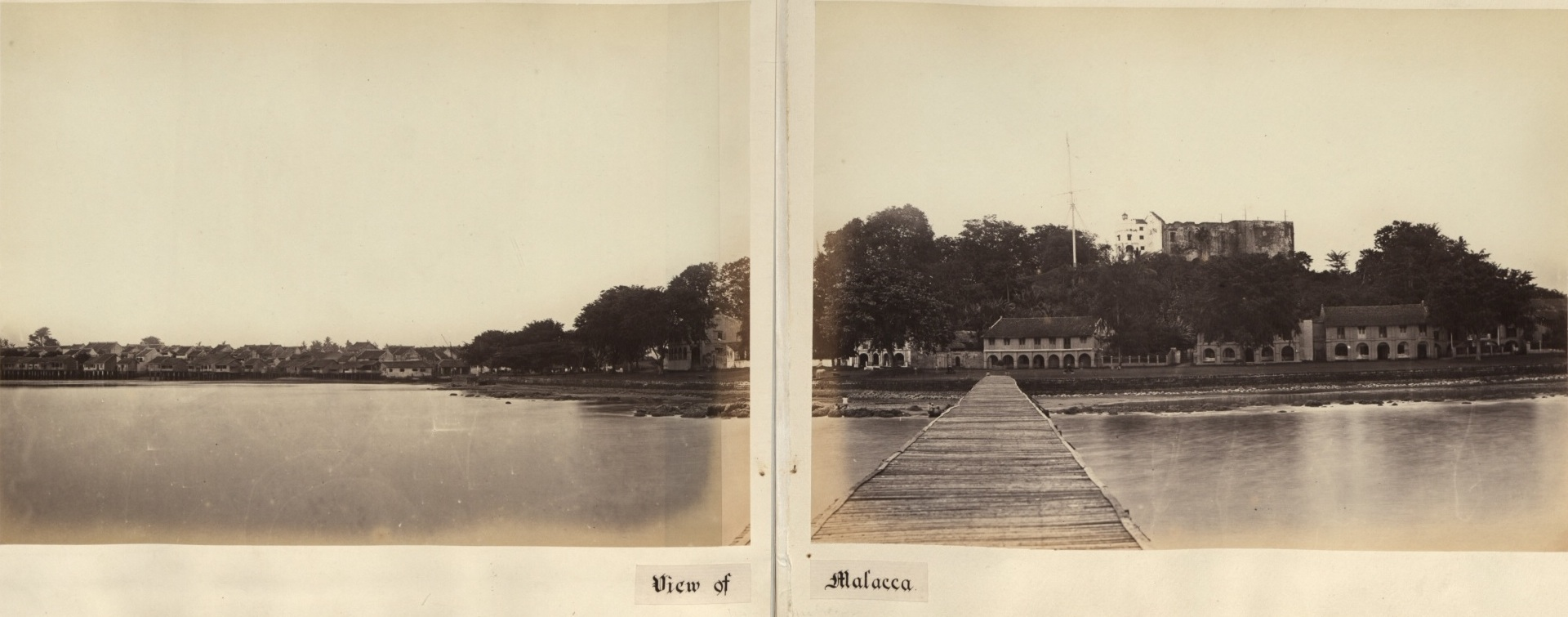
1860–1900年代的麻六甲

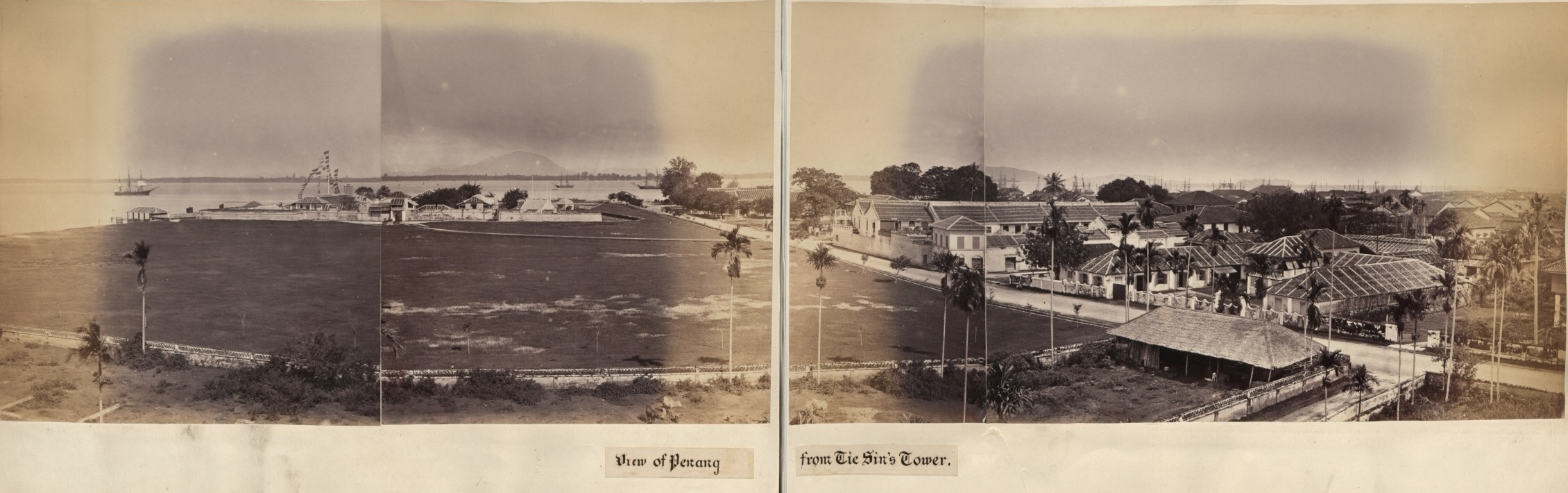
1860–1900從鐵仙塔俯瞰檳城

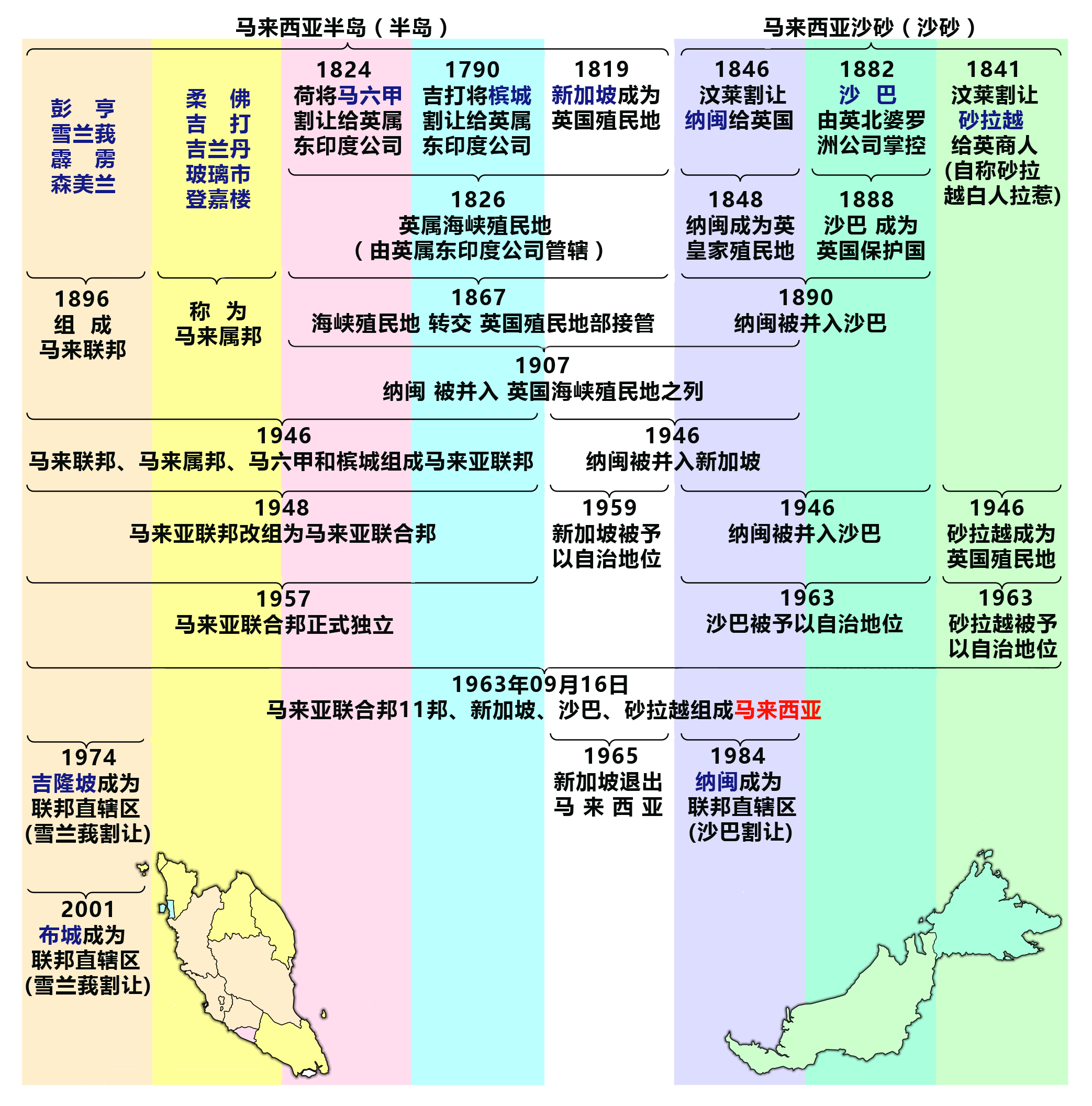
馬來西亞的不同歷史階段

## 人口

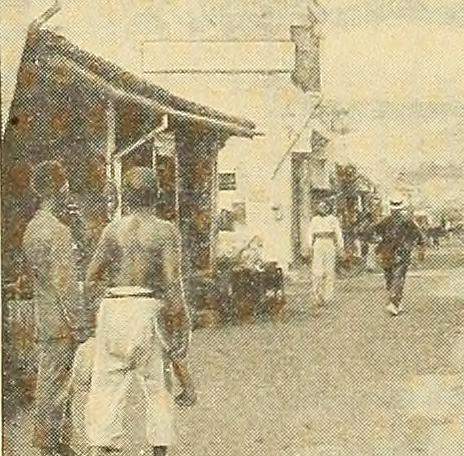
1912年麻六甲的商業街

以下是海峽殖民地1901年人口普查人口及種族分佈詳情：:980
|                  | 面積 （平方英里） | 1891年人口普查 | 1901年人口普查 | 1901年人口普查 | 1901年人口普查 | 1901年人口普查 | 1901年人口普查 | 1901年人口普查 | 1901年人口普查 |
| 全部             | 面積 （平方英里） | 1891年人口普查 | 歐洲人         | 歐亞混血       | 華人           | 馬來人         | 印度人         | 其他民族       |                |
| ---------------- | ----------------- | -------------- | -------------- | -------------- | -------------- | -------------- | -------------- | -------------- | -------------- |
| 新加坡           | 206               | 184,554        | 228,555        | 3,824          | 4,120          | 164,041        | 36,080         | 17,823         | 2,667          |
| 檳城、天定和威省 | 381               | 235,618        | 248,207        | 1,160          | 1,945          | 98,424         | 106,000        | 38,051         | 2,627          |
| 麻六甲           | 659               | 92,170         | 95,487         | 74             | 1,598          | 19,468         | 72,978         | 1,276          | 93             |
| 全部             | 1,246             | 512,342        | 572,249        | 5,058          | 7,663          | 281,933        | 215,058        | 57,150         | 5,387          |

1871年海峽殖民地人口為306,775人，1881年為423,384人，1901年總數達572,249人。與往年一樣，這一增長完全是由於移民，尤其是中國移民造成的，儘管有相當多的泰米爾人和其他印度人在海峽殖民地定居。1900年該殖民地登記的出生總數為14,814人，1896年、1897年和1898年每千人口的比率分別為22-18、20-82和21-57； 1896-1900年登記的死亡人數每1000人的比例分別為42-21、36-90、30-43、31-66和36-25，而1900年登記的死亡人數為23,385人。 死亡人數超過出生人數的原因在於，華人和印度人口分別為339,083人，佔總人口的59%以上，其中男性261,412人，女性僅77,671人，而後者中相對少數是已婚婦女和家庭母親。歐洲男性的數量也比女性多，比例約為二比一。在馬來人和歐亞人中，僅男女比例就相當，但由於早婚和其他原因，嬰兒死亡率過高。
1906年期間海峽殖民地的移民人數為：
|        | 人種    | 人種   |
| 華人   | 印度人  |        |
| ------ | ------- | ------ |
| 新加坡 | 176,587 |        |
| 檳城   | 56,333  | 52,041 |
| 麻六甲 | 598     |        |
| 全部   | 233,518 | 52,041 |
| 全部   | 285,559 |        |

1867年，海峽殖民地從東印度公司移交給英國王室之日，總人口估計為283,384人。

## 經濟

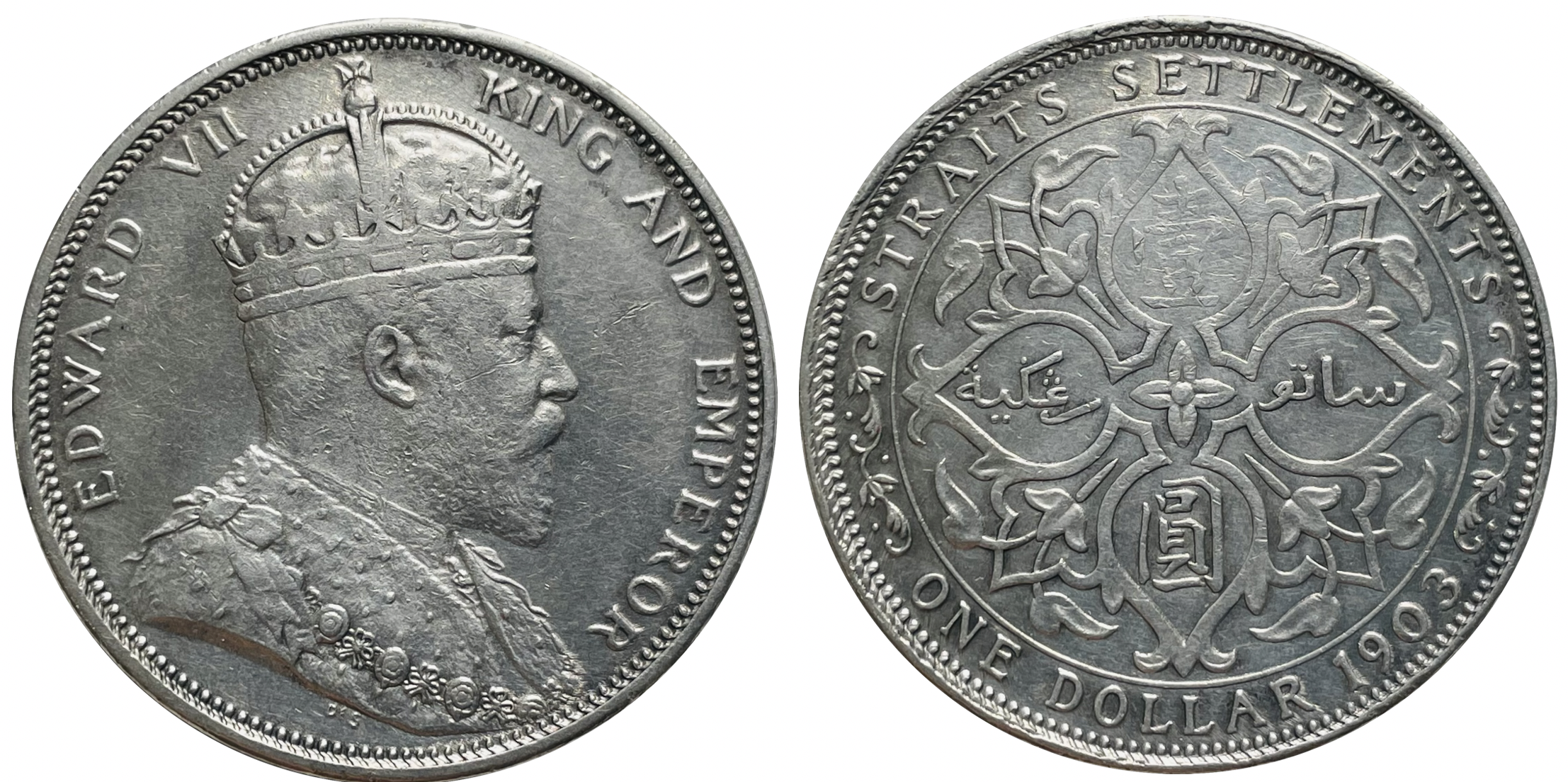
1903年的1元叻幣硬幣正反面

十九世紀初，東印度群島最常用的貨幣是西班牙銀圓，包括來自西班牙和美洲西班牙殖民地的發行貨幣，其中最重要的來源是新西班牙（墨西哥），因為市場流通來自西屬東印度群島 。當地發行的貨幣包括吉蘭丹柯坪、登嘉樓柯平以及檳城元。
1837年，印度盧比成為海峽殖民地的唯一官方貨幣，因為海峽殖民地當時是東印度公司印度的行政區。
然而，西班牙銀圓仍然在海峽流通，1845年海峽殖民地引入100分 = 1元叻幣的製度，叻幣與西班牙銀圓和墨西哥披索等值。1867年，海峽殖民地從印度分離出來，叻幣成為法定貨幣。
1868年海峽殖民地的收入達1,301,843叻元。1906年的收入為 9,512,132叻元，這還不包括土地銷售收入的106,180叻元。其中，6,650,558叻元來自鴉片、葡萄酒和烈酒的進口稅以及這些物品的交易許可證，377,972叻元來自土地收入，592,962叻元來自郵政和電報收入，以及276,019叻元來自港口稅。:981
1868年的支出為1,197,177叻元，1906年增加到8,747,819叻元。行政花費為4,450,791叻元，其中公務員薪酬2,586,195叻元，其他費用1,864,596叻元。1906年的軍費開支為1,762,438叻元。公共工程的維護和保養支出為578,025叻元，道路、街道、橋樑和建築物的支出為1,209,291叻元。:981

## 解散
1946年4月1日，英國宣佈解散海峽殖民地，新加坡成為獨立的一個直辖殖民地，並管轄科科斯群島和聖誕島，直至兩島分別於1955年和1957年劃歸澳大利亚。而檳城與馬六甲便和馬來聯邦四州及另五个马来属邦合組為馬來亞聯邦。而納閩則於同年7月15日劃歸英屬北婆羅洲，成為後來馬來西亞联邦直辖区的一部分。